# HD44550
HD44550 — подвійна зоря. 
Дана подвійна система має видиму зоряну величину в смузі V приблизно 9,3.

## Подвійна зоря
Головна зоря цієї системи належить до хімічно пекулярних зір й має спектральний клас F0.
В той же час спектральний клас іншої компоненти залишається  ще не визначеним.

## Пекулярний хімічний вміст
Зоряна атмосфера HD44550 має підвищений вміст 
Cr
.